# Chip 'n Dale Rescue Rangers (datorspel)
Chip 'n Dale Rescue Rangers (チップとデールの大作戦 Chippu to Dēru no Daisakusen?, lit. "Chip 'n Dale's Mission") är ett TV-spel från Capcom baserat på Disneys tecknade TV-serie Piff och Puff – Räddningspatrullen. Spelet släpptes urspruingligen till NES i Japan och Nordamerika 1990, och i Europa efterkommande år, innan det portades till Nintendos arkadsystem Playchoice-10. Spelet finns med i The Disney Afternoon Collection.

## Handling
Piff och Puffs granne Mandy har blivit av med sin kattunge, och robotar har siktats i trakten. Piff och Puff misstänker Svinpäls, och ger sig ut för att rädda katten. Som vapen använder man lådor, frukter och andra olika föremål. Lådorna kan också användas för att gömma sig i.
Jakten går via Zon A (Bakgården, kraftledningarna, laboratoriet och trädet) via Zon B (caféet och köket), Zon C (ett blbliotek), Zon D (en leksaksaffär), Zon F (en kullagerfabrik) och Zon G (Svinpäls casino). Spelet fortsätter sedan till Zon H (en labyrint), Zon I och slutligen Svinpäls hemliga högkvarter i Zon J. 

### Fotnoter
1. ↑  ”Chip 'n Dale: Rescue Rangers Release Information for NES”. GameFAQs. Arkiverad från originalet den 20 juli 2010. https://web.archive.org/web/20100720223756/http://www.gamefaqs.com/nes/587565-chip-n-dale-rescue-rangers/data. Läst 7 juli 2011.
2. ↑  Makuch, Eddie (15 mars 2017). ”Six Classic Disney Games Coming To PS4, Xbox One, And PC In New Compilation Pack”. GameSpot. http://www.gamespot.com/articles/six-classic-disney-games-coming-to-ps4-xbox-one-an/1100-6448744/. Läst 27 oktober 2021.
3. ↑  ”Mission Impossible” (på svenska). Nintendomagasinet (Kungsbacka: Atlantic) (11-12 1991):  sid. 2-8 (Power Player). november-december 1991. Läst 15 april 2014.